# 중원군

기

중원군(中原郡)은 1956년 7월 8일부터 1994년 12월 31일까지 충청북도에 존속했던 행정구역이다. 현재는 도농복합형태인 충주시로 통합되었다.

## 개요
1956년 7월 8일 대통령령으로 충주읍(忠州邑)이 충주시(忠州市)로 승격하면서 도시 지역인 충주시를 제외한 충주군의 여타 지역은 중원군(中原郡)이 되었다. 중원(中原)이란 지명은 신라의 삼국통일 후 757년(경덕왕 16년)에 충주 지역에 붙여진 중원경(中原京)이라는 지명에서 유래하였다. 1956년 당시 군청 건물은 성내동에 있었으며, 1983년에 금릉동 53-3번지의 신 청사로 (현재 시청사  바로 옆)이전했으며, 1994년 12월 31일까지 군청의 역할을 하다, 1995년 1월 1일에 충주시로 통합된 이후, 시에서 매립하여 임시로 사용하였다. 하지만 중원군청 청사는 이후, 대순진리교로 토지 주인이 바뀌었으며, 한 때 군청 청사를 헐고 아파트 건물을 추진한 끝에, 2015년 11월 청사는 철거되었으며, 철거된 군청 자리에 아파트가 지어졌으며 2018년 9월에 완공되었다. (2015년 11월 9일 청주MBC 뉴스데스크 참조)

## 역대 군수
| 대수 | 시장   | 임기                               | 비고 |
| ---- | ------ | ---------------------------------- | ---- |
| 초대 | 김상현 | 1957년 1월 7일 ~ 1958년 11월 23일  | 관선 |
| 2대  | 서기환 | 1959년 11월 24일 ~ 1960년 5월 28일 | 관선 |
| 3대  | 라교도 | 1960년 5월 29일 ~ 1960년 10월 27일 | 관선 |
| 4대  | 이중부 | 1960년 12월 28일 ~ 1961년 6월 30일 | 관선 |
| 5대  | 홍성표 | 1961년 7월 21일 ~ 1961년 9월 8일   | 관선 |
| 6대  | 이준영 | 1961년 11월 23일 ~ 1964년 4월 28일 | 관선 |
| 7대  | 이상태 | 1964년 4월 29일 ~ 1965년 6월 18일  | 관선 |
| 8대  | 김중한 | 1965년 6월 19일 ~ 1966년 5월 23일  | 관선 |
| 9대  | 임혁재 | 1966년 5월 24일 ~ 1967년 10월 23일 | 관선 |
| 10대 | 정범구 | 1967년 10월 24일 ~ 1968년 12월 4일 | 관선 |
| 11대 | 이상용 | 1968년 12월 5일 ~ 1971년 8월 20일  | 관선 |
| 12대 | 김종진 | 1971년 8월 21일 ~ 1973년 8월 12일  | 관선 |
| 13대 | 김종웅 | 1973년 8월 13일 ~ 1974년 11월 23일 | 관선 |
| 14대 | 김윤회 | 1974년 11월 24일 ~ 1976년 4월 22일 | 관선 |
| 15대 | 김덕영 | 1976년 4월 23일 ~ 1978년 2월 27일  | 관선 |
| 16대 | 홍순기 | 1978년 2월 28일 ~ 1980년 8월 18일  | 관선 |
| 17대 | 남기정 | 1980년 8월 19일 ~ 1982년 9월 18일  | 관선 |
| 18대 | 이상범 | 1982년 9월 19일 ~ 1985년 3월 11일  | 관선 |
| 19대 | 김지동 | 1985년 3월 12일 ~ 1988년 6월 11일  | 관선 |
| 20대 | 이기영 | 1988년 6월 12일 ~ 1989년 8월 31일  | 관선 |
| 21대 | 이석의 | 1989년 9월 1일 ~ 1991년 1월 13일   | 관선 |
| 22대 | 조영창 | 1991년 1월 14일 ~ 1992년 7월 3일   | 관선 |
| 23대 | 이선기 | 1992년 7월 4일 ~ 1994년 1월 2일    | 관선 |
| 24대 | 이재충 | 1994년 1월 3일 ~ 1994년 5월 8일    | 관선 |
| 25대 | 유병현 | 1994년 5월 9일 ~ 1994년 12월 31일  | 관선 |

## 같이 보기
- 충주시